# Charles James Fox Bunbury
Sir Charles James Fox Bunbury, 8e baronet of Barton Hall, Suffolk (Engeland), (4 februari 1809 – 18 juni 1886 ) is een Engelse natuuronderzoeker, Fellow van de Royal Society.

## Biografie
Hij werd geboren in Messina, de oudste zoon van Sir Henry Bunbury, 7de Baronet, en Louisa Amelia Fox, en opgeleid aan het Trinity College, Cambridge.
Hij trouwde op 31 mei 1844 in Londen met Frances Joanna Horner, dochter van Leonard Horner. Ze hebben geen kinderen.
Hij was een vrederechter en Deputy Lieutenant (adjunct van de Lord Lieutenant, vertegenwoordiger van de Britse monarch) van Suffolk, en in 1868 werd hij benoemd tot sheriff van Suffolk.
Hij is een fervent botanicus en geoloog met een bijzondere interesse in paleobotanie. Hij verzamelde plantenspecimens tijdens expedities naar Zuid-Amerika in 1833 en naar Zuid-Afrika in 1838. Hij vergezelde ook zijn grote vriend Sir Charles Lyell, de geoloog, op een expeditie naar Madeira. Hij werd verkozen tot Fellow van de Royal Society in 1851.
Hij stierf in Barton Hall, Bury, Suffolk, in 1886, en werd in titel opgevolgd door zijn jongere broer, Sir Edward Bunbury, 9e Baronet.
- Bibliothèque nationale de France: cb10627689j (data)
- Author citation (botany): Bunbury
- Gemeinsame Normdatei: 124064272
- International Standard Name Identifier: 0000 0000 8117 3317
- Library of Congress Control Number: n82133729
- Nationale bibliotheek van Australië: 35145401
- SNAC: w6pm18d9
- Système universitaire de documentation: 185739873
- Trove: 841304
- Virtual International Authority File: 37841303
- WorldCat: E39PBJyGWT3DFhkhfHw6yJpgKd